# Oceanijska hokejska federacija
Oceanijska hokejska federacija (eng. Oceania Hockey Federation), kratica: OHF, je krovna organizacija za hokej na travi Oceaniju
Sjedište se nalazi u gradu Tusmoreu.
Po stanju od 18. svibnja 2009., ima 9 članica.
Članica je IHF (Međunarodne hokejske federacije).

## Članice
| Oceanijska hokejska federacija | Oceanijska hokejska federacija | Oceanijska hokejska federacija | Oceanijska hokejska federacija | Oceanijska hokejska federacija |
| ------------------------------ | ------------------------------ | ------------------------------ | ------------------------------ | ------------------------------ |
| Australija                     | Fidži                          | Solomonski Otoci               | Novi Zeland                    | Papua Nova Gvineja             |
| Samoa                          | Američka Samoa                 | Tonga                          | Vanuatu                        |                                |

## Natjecanja
Oceanijska hokejska federacija je krovna organizacija za iduća natjecanja:
- Oceanijski kup
- Pacific Hockey Cup
- South Pacific Games